# 鞏秦階道
鞏秦階道，清朝甘肃省设置的道。
1645年五月设整饬洮岷兵备道，驻岷州卫，管理洮州卫、岷州卫、漳县、成县屯粮、驿传。1663年九月，管辖阶州、文州、漳县、成县、洮州卫、岷州卫、西固所。1686年，裁撤陇右道，巩昌府来属。1728年十二月，管辖巩昌府、秦州直隶州、階州直隶州。1748年，为整饬洮岷道兼陇右等处地方督理茶马分巡屯田道。按察使司副使衔。1763年，改称分巡鞏秦階道兼理茶马屯田事务，驻巩昌府。1779年，兼管驿务。1889年十月移驻秦州。